# پادشاه چویهوی
چویهوی گئومگوان گایا (متوفای ۴۵۱) هفتمین فرمانروای گئومگوان گایا، یکی از ایالات کنفدراسیون گایا در کره بود. او پسر پادشاه جواجی و همسرش ملکه بوکسو بود. او با ایندئوک، دختر ژنرال (گاکگان) جینسا ازدواج کرد. پس از او پسرش جیلجی به پادشاهی گئومگوان گایا رسید.